# Madison (Indiana)
Madison település az Amerikai Egyesült Államok Indiana államában, Jefferson megyében, melynek megyeszékhelye is. Lakosainak száma 12 357 fő (2020. április 1.).

## Népesség
A település népességének változása:

| 2010 | 11 967 |
| 2020 | 12 357 |